# Symphonie no 2 de Dvořák
Pour les articles homonymes, voir Symphonie no 2.

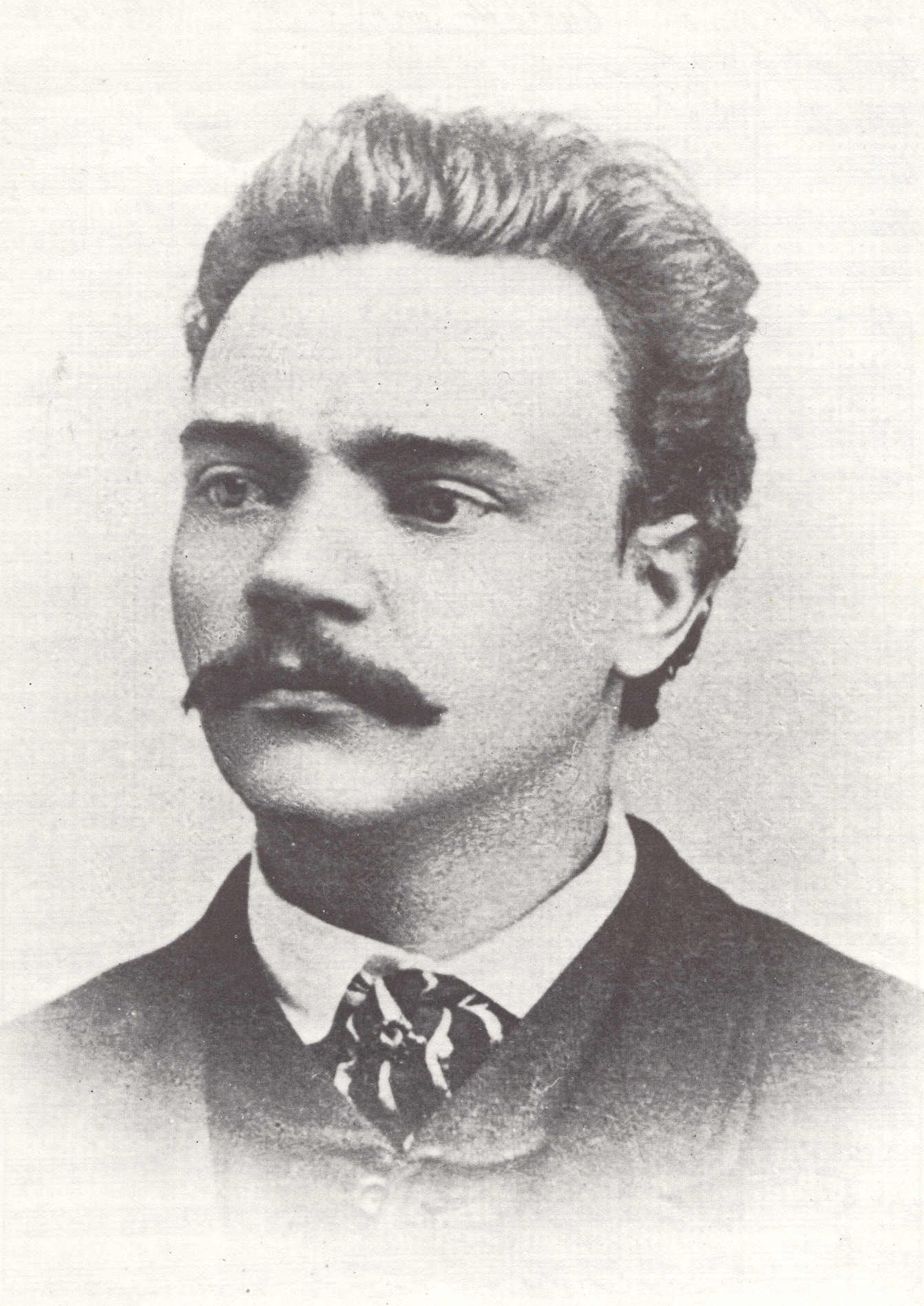
Anton Dvorak

La Symphonie no 2 en si bémol majeur, opus 4 (B.12), a été écrite par Antonín Dvořák en 1865.
Après avoir perdu trace de sa Première Symphonie, Dvořák décide d'en composer aussitôt une seconde. Le travail avance rapidement : commencée le 1er août 1865, sa composition est achevée dès le 9 octobre 1865.

## Analyse
D'une durée d'environ 45 minutes, elle comprend quatre mouvements :
1. Allegro con moto
2. Poco adagio
3. Scherzo : Allegro con brio
4. Finale : Allegro con fuoco (alla breve)

Avec mouvement (con moto), avec brio (con brio), avec flamme (con fuoco) : les titres des mouvements de cette Symphonie indiquent clairement l'esprit de l'œuvre. Contrairement à la première symphonie, celle-ci n'est pas cyclique : aucun thème ne revient dans les quatre mouvements. Ils sont unis par des liens subtils et une atmosphère presque carnavalesque. Dvořák y fait preuve d'une imagination magistrale, et d'une grande virtuosité dans le maniement de l'orchestre. Le second mouvement est plutôt une sorte de grande légende en musique qu'un traditionnel mouvement lent : des passages animés et vigoureux alternent avec des passages très chantants. Le Scherzo débute d'une façon très peu conventionnelle, avec des notes longues à l'unisson des cordes graves suivies d'accords prolongés des bois. Puis se succèdent plusieurs épisodes dansants. La section centrale fait entendre une superbe mélodie soutenue des cordes se déployant sur un vaste registre. Une mélodie du même type est utilisée dans le Finale.
La Deuxième Symphonie fait entendre quelques échos de Mendelssohn et de Weber, mais elle témoigne surtout d'une forte personnalité. L'élément populaire tchèque, souvent considéré comme caractéristique de Dvořák, reste discret. Bien qu'inventive et colorée, la partition n'est cependant pas souvent jouée.

## Instrumentation
La symphonie est écrite pour orchestre avec 2 flûtes, piccolo, 2 hautbois, 2 clarinettes, 2 bassons, 4 cors, 2 trompettes, 3 trombones, timbales, et cordes.

## Publication
Dvořák confie le manuscrit à son ami et colocataire Moric Anger pour qu'il le fasse relier. Anger conserve prudemment le manuscrit lorsque Dvořák est pris d'une rage de destruction, et brûle plusieurs œuvres qui ne le satisfont pas. Dvořák ne retrouve le manuscrit que 20 ans après. La relecture de l'œuvre l'emplit de satisfaction, mais il décide malgré tout de lui apporter quelques retouches en 1887, en même temps qu'il retouche aussi les Troisième et Quatrième Symphonies. L'œuvre est créée à Prague en mars 1888 sous la direction d'Adolf Čech, et le compositeur la propose à son éditeur Simrock qui refuse de la publier. Ceci cause un froid entre les deux hommes, et Dvořák fera éditer certaines de ses nouvelles œuvres par l'éditeur britannique Novello. La symphonie ne sera finalement publiée qu'en 1959.